# شوكة حتار
شوكة الحتار أو شوكة الحثار (بالإنجليزية: Spina helicis)‏ تقع في الجزء الأمامي من الأذن، حيث يتواجد الحلزون ذو الانحناءات اللولبية التصاعدية، وهو عبارة عن إسقاط صغير من الغضروف.